# トランス・ワールド航空
トランス・ワールド航空 (トランス・ワールドこうくう、英語: Trans World Airlines, TWA、IATAコード：TW) は、かつてアメリカ合衆国に存在した航空会社。
国内線に加えて大西洋路線を中心に広範な国際線路線網を有する大手航空会社だったが、規制緩和政策による競争激化によって慢性的な経営不振に陥り、積極的な経営拡大政策によって事態の打開を図ったものの、1996年に発生したトランス・ワールド航空800便墜落事故が業績悪化にとどめを刺す結果となり、2001年にアメリカン航空に吸収合併され消滅した。

## 歴史

### 設立

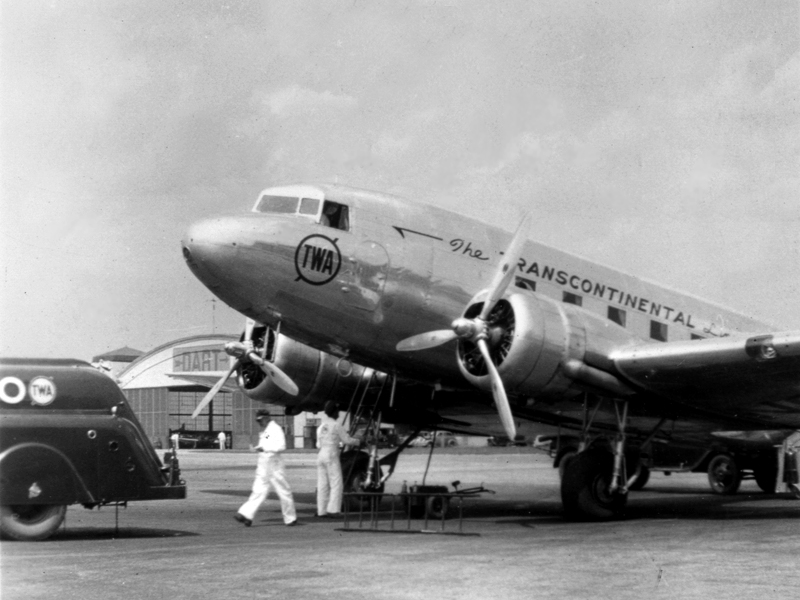
トランスコンチネンタル・アンド・ウエスタン・エアー時代のダグラスDC-3

1925年にウエスタン・エアー・エキスプレスとして設立されたあと、1930年に、当時の大手航空会社のトランスコンチネンタル・エアー・トランスポートと合併し、トランスコンチネンタル・アンド・ウエスタン・エアーと社名を変更した。
トランスコンチネンタル・エアー・トランスポートは、1928年に創設され、世界初の大西洋横断飛行を成し遂げた著名な飛行家のチャールズ・リンドバーグが技術顧問を務めていたことで有名だった。

### 全米展開
その後1932年には、全金属製の最新鋭機であるダグラス DC-1を導入した他、その後も同機の生産型であるダグラス DC-2やDC-3などの新鋭機を次々に導入し、コロンバス〜ピッツバーグ〜ニューアーク線やアメリカ大陸横断路線に参入するなど、その路線網を全米に拡大し続けた。

### ハワード・ヒューズ

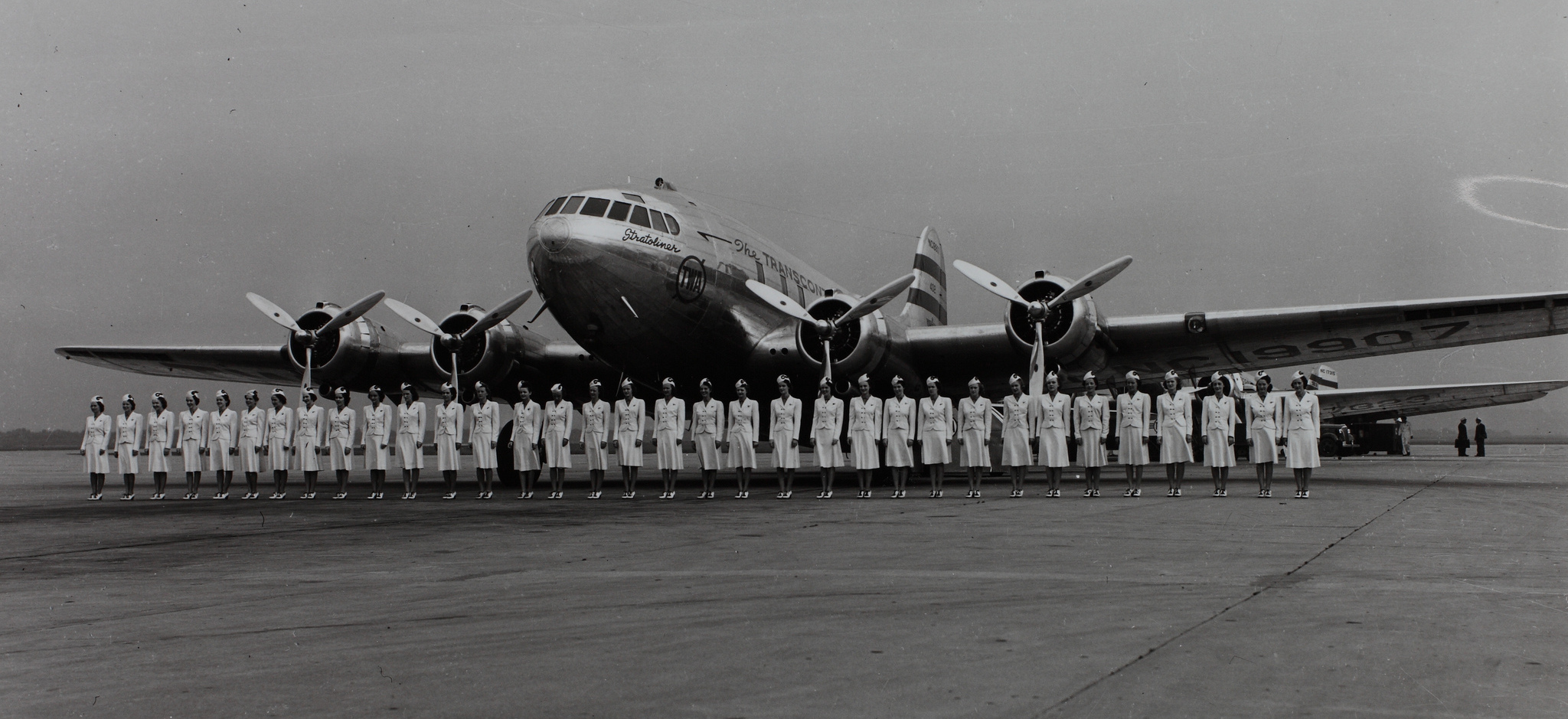
ボーイング307

1939年には、当時の社長のジャック・フライの友人の大富豪で、飛行家や航空機制作会社の経営者としても知られるハワード・ヒューズに買収された。
以降、ヒューズにより莫大な資金が投下され安定した資本のもと、与圧客室を持ち高高度運航が可能なボーイング307を1940年に導入した他、オーナーのヒューズ自らがアメリカ大陸無着陸横断が可能な大型旅客機、ロッキード コンステレーション開発の音頭を取るなど、本格的な国際航路の開設を含むさらなる事業規模の拡大を目指す。

### 第二次世界大戦
しかし、1939年9月の第二次世界大戦の勃発と、その後の1941年12月のアメリカの第二次世界大戦への参戦により、ヒューズ傘下での国内外路線の拡大は一時的に中断されることとなる。
さらに、パンアメリカン航空やユナイテッド航空、ノースウエスト航空などの競合他社と同じく、1945年8月の終戦までの間、所有機とそのパイロットの多くがアメリカ軍に徴用されてしまった。

### 国際線拡張

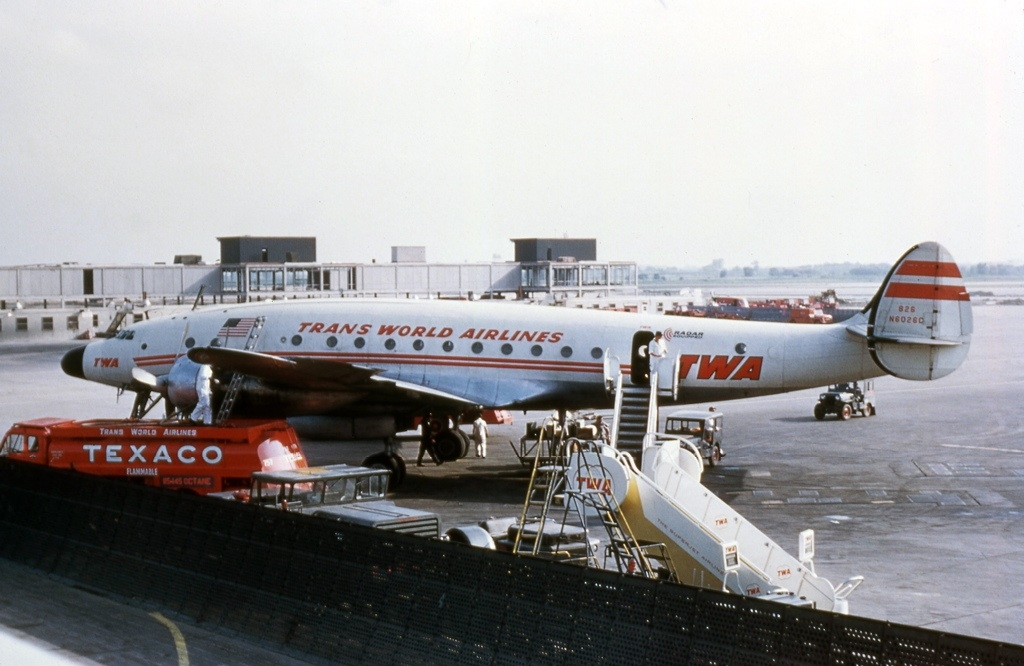
ロッキードL-749A「コンステレーション」

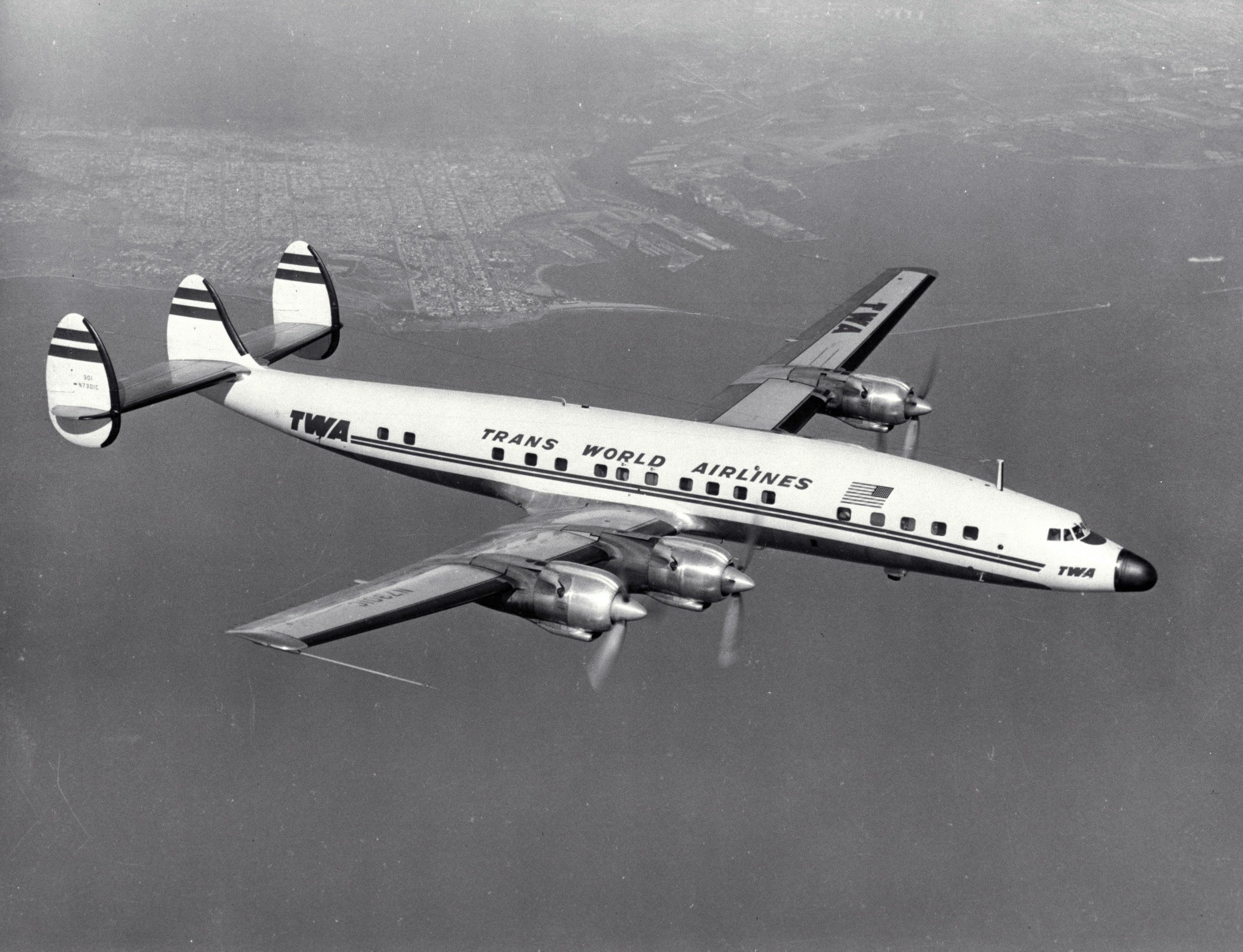
ロッキードL-1649「スーパー・コンステレーション」

第二次世界大戦終結後の1946年には、戦争により導入が遅れていたロッキードL-749Aコンステレーションを、世界各国の航空会社に先駆け導入した。
さらに1950年には、国際線を独占しようとするライバルのパンアメリカン航空と、パンアメリカン航空からの多額の賄賂を受けたオーウェン・ブリュスター上院議員が提出した「コミュニティー・エアライン法案（国際線就航を特定の企業に制限する法案）」の論争に勝利し、国際線への本格的参入が可能になると、それに合わせて社名を「トランス・ワールド航空」に変更した。
これらの本格的な長距離国際線の開設に先立ち、トランスコンチネンタル・エアー・トランスポート時代から同社のアドバイザーを務めていたチャールズ・リンドバーグが引き続き就任していた。
また、冷戦下においてアメリカや西側諸国の友好国となった新興国の民間航空の発達にも力添えし、サウジアラビア航空やエチオピア航空の設立に協力した他、敗戦国である西ドイツのフラッグ・キャリアであるルフトハンザドイツ航空の復活にも協力した。

### 黄金期

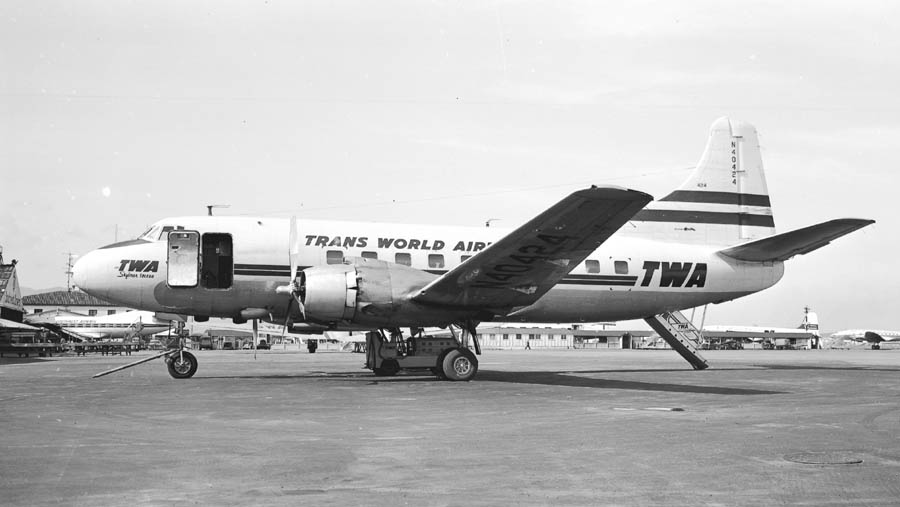
マーチン404

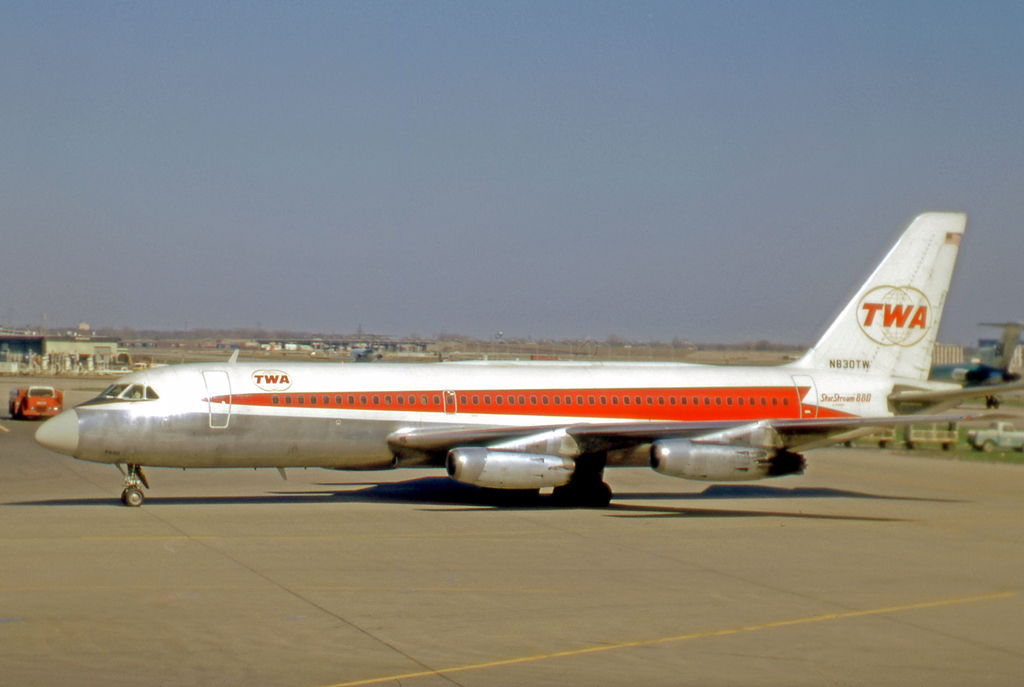
コンベア880

その後も、ロッキード コンステレーションの最新機種である、L-1049「スーパー・コンステレーション」やL-1649「スターライナー」などの最新機材を次々に導入し、長距離国際線やアメリカ大陸横断便に投入した。さらに1958年から1959年にかけては、当時の最新鋭ジェット旅客機のボーイング707や、再びヒューズが開発に関わったコンベア880を相次ぎ導入するなど、パンアメリカン航空と並び、華やかな空の黄金時代を代表する航空会社として世界の空に君臨した。
国内線は東海岸と大陸横断航路を中心に、国際線はフランスやイタリア、ギリシャをはじめとする大西洋横断路線、およびヨーロッパ路線とエジプトやレバノンなどの中東路線がメインであったが、その後徐々に路線網を拡張し、最盛期には東アジアや東南アジア、沖縄を経由した世界一周路線を、ノースウエスト航空の路線とつなぎ合わせて運航するまでになった。
また、ロンドン・ヒースロー国際空港やパリ・オルリー空港（その後シャルル・ド・ゴール国際空港）を地域ハブとし、ヨーロッパや中東への接続便を運航した。
なお、日本路線はパンアメリカン航空とノースウエスト航空が長年独占し続けていたこともあり、アメリカ占領当時の沖縄に乗り入れていたのみであったが、アメリカ軍チャーター等で横田基地や板付基地にたびたび飛来していた。また、1989年10月、1992年1月にはロナルド・レーガン元大統領やジョージ・H・W・ブッシュ大統領訪日の際の随行機として大阪国際空港にも飛来した。

### ハリウッドスター御用達

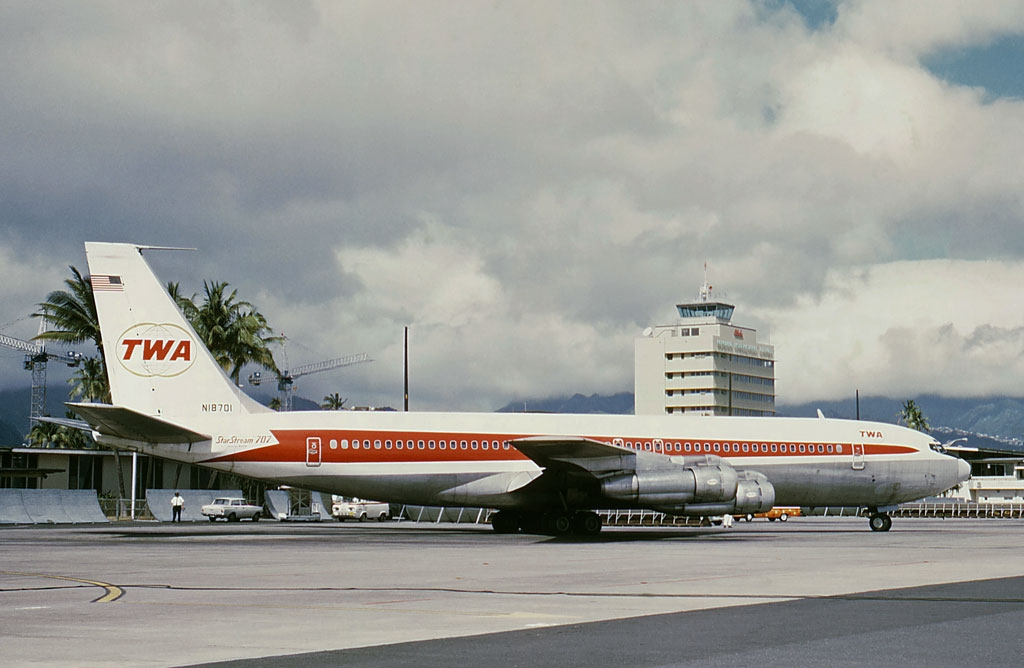
ボーイング707

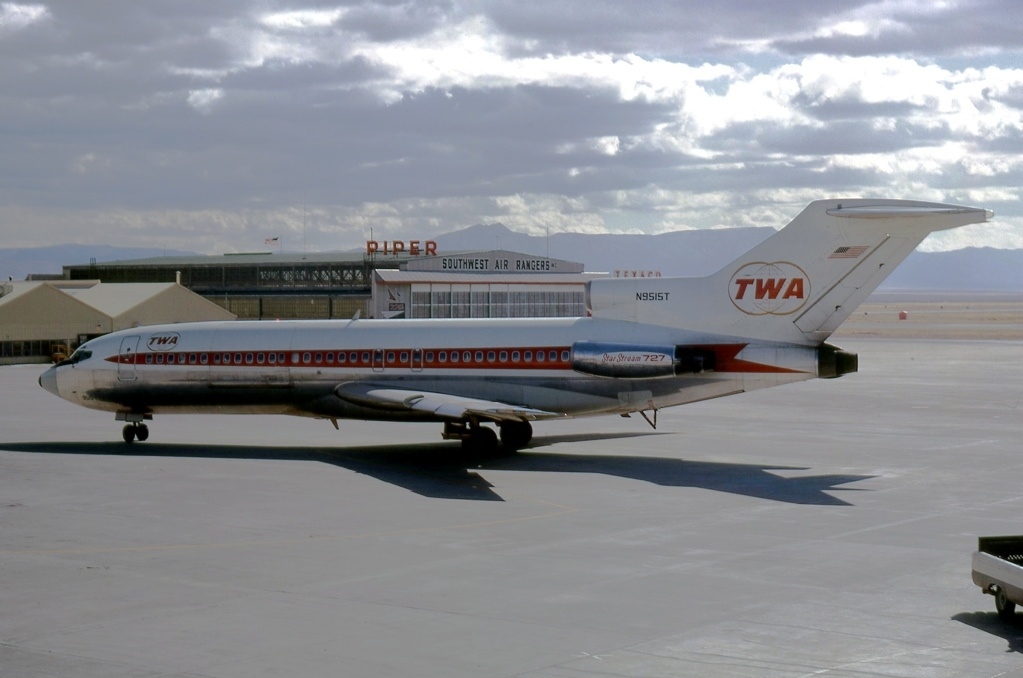
ボーイング727

映画製作者としても有名であったヒューズの人脈から、ハリウッドスター御用達航空会社としても知られており、キャサリン・ヘプバーンやフランク・シナトラ、ハンフリー・ボガートやエヴァ・ガードナーなど多くの映画スターが頻繁に移動に利用しただけでなく、1940年代から1960年代にかけて多くの映画やレコードのジャケットに同社の飛行機が登場している（フランク・シナトラのアルバム「カム・フライ・ウィズ・ミー」のジャケットは特に有名）。
さらに、1948年にヒューズが買収した映画会社「RKO」の新作映画の試写会を機内で行うなど、ヒューズグループ傘下にあることをマーケティングに活用した。
また、1950年代後半から1960年代後半にかけては、ヒューズの地元であるカリフォルニア州南部にオープンした遊園地「ディズニーランド」の公式スポンサーとなった

### ヒューズとの決別
その後、経営方針をめぐりヒューズ（この頃チャールズ・ティリングハスト社長も会えないほどの深刻な精神疾患であった）と役員会が対立したことを受けて、ヒューズは1966年に保有する株の多くを手放し、経営から手を引くこととなった。また同年世界一周路線から撤退した。
この際ヒューズとTWAは裁判でも争ったが、裁判所はヒューズに有利な判決を下したため、結果的にTWAは100万ドル以上の多額の裁判費用をヒューズに払うことになった。

### 経営多角化

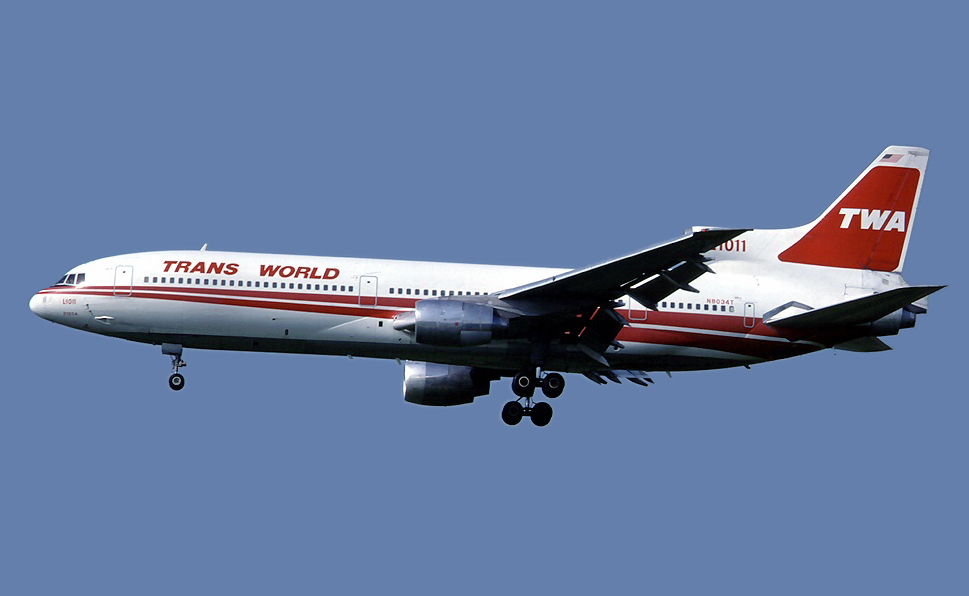
ロッキード L1011 トライスター

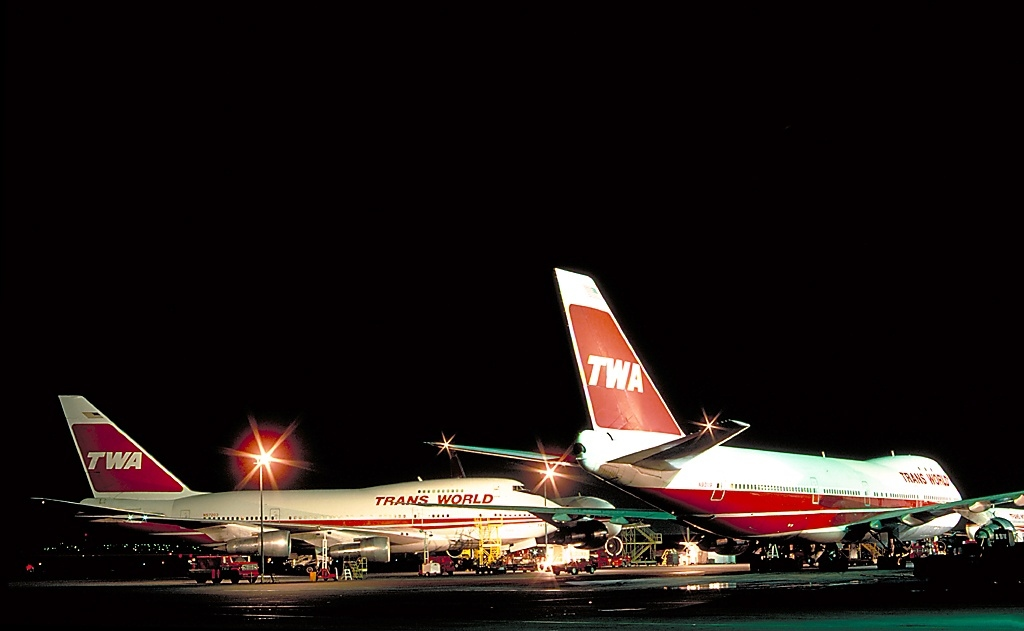
ボーイング747と747SP

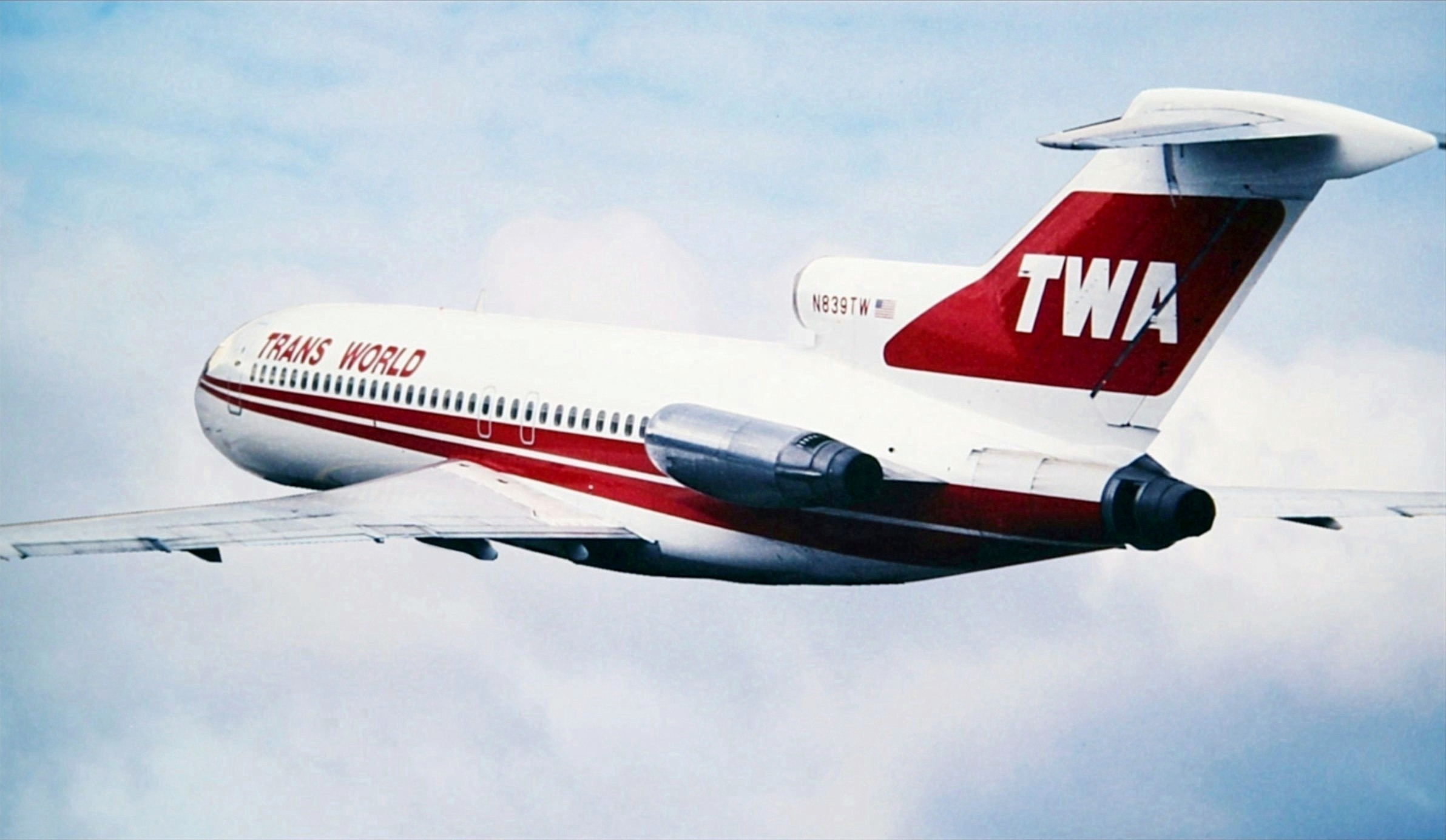
ボーイング727

最大のスポンサーでもあったものの、最大の足かせでもあったヒューズが去ったことで経営方針が変わり、1967年には、世界最大級のホテルチェーンであるヒルトン・インターナショナルを買収するなど、順調な業績を元に事業の多角化を進めた。
さらに1970年代には、最新鋭のロッキード L1011 トライスター型機をイースタン航空やデルタ航空などの他の大手航空会社とともに導入し、国内幹線や短中距離国際線に投入したほか、ボーイング747型機や同型機の超長距離型であるボーイング747-SPの導入などを通じて積極的な国際線網の展開を進めた。
しかし、1970年代後半になると日本航空やエールフランス航空、KLMオランダ航空やルフトハンザドイツ航空などとの外国航空会社との競合激化などにより次第に業績が悪化し、経営が苦しくなったところで規制緩和の大波を受けることになった。

### 規制緩和による経営危機
1978年に、当時のジミー・カーター政権によってもたらされたアメリカ国内航空業界の規制緩和（ディレギュレーション）後、国内外での厳しい価格競争により、既に業績が悪化しつつあったTWAは大打撃を受けた。その結果、破談したもののパン・アメリカン航空と合併交渉も行った。加えて1985年には、テロの標的ともなり、トランス・ワールド航空847便テロ事件が発生した。
その後、1980年代中盤にかけては、何度かカール・アイカーンなどの投資家による企業買収によって経営者が代わるなどの異変はあったものの、空の黄金時代をともに謳歌したパンアメリカン航空やブラニフ航空、イースタン航空などの大手航空会社が、厳しい競争に敗れ次々に破産や吸収合併により消えていく中、TWAはローマやアテネなどのヨーロッパや、カイロやジェッダなどの中東への国際線をはじめとする主要路線の売却や、拠点空港をミズーリ州セントルイスへ移転するなどして、大手航空会社としてからくも生き残っていた。

### 経営効率化と再拡大

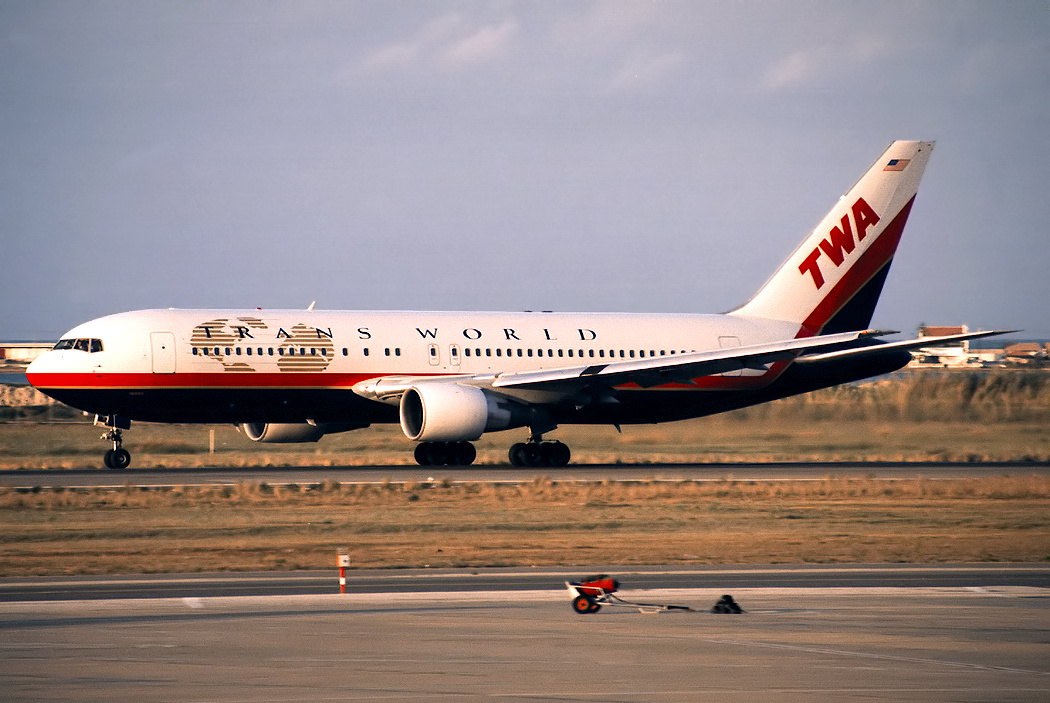
ボーイング767-200

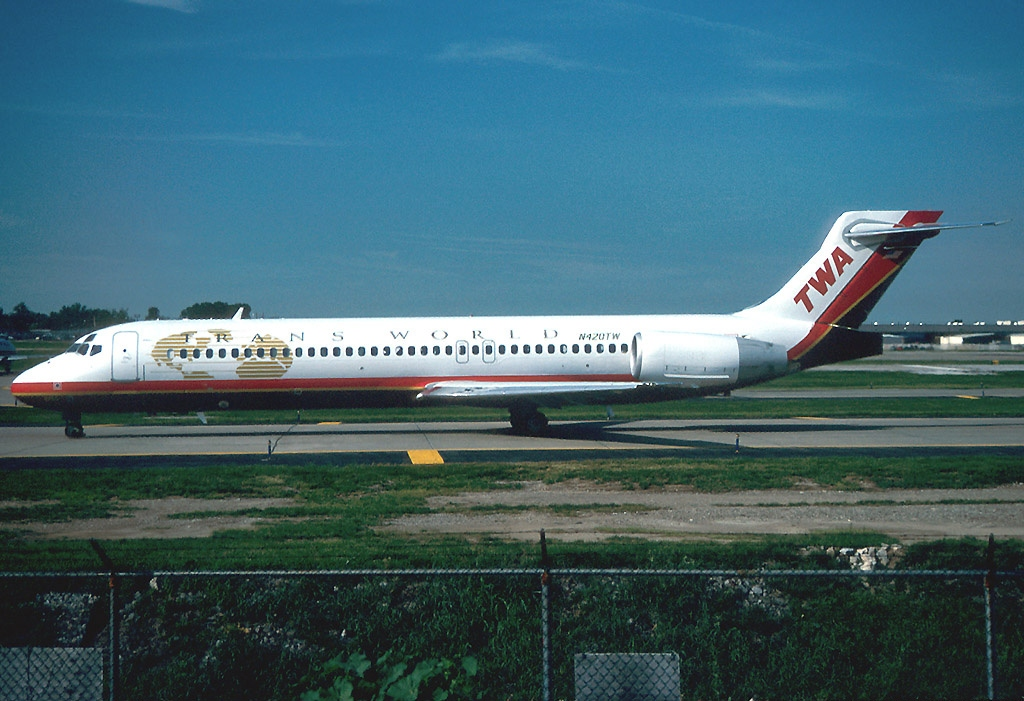
ボーイング717-200

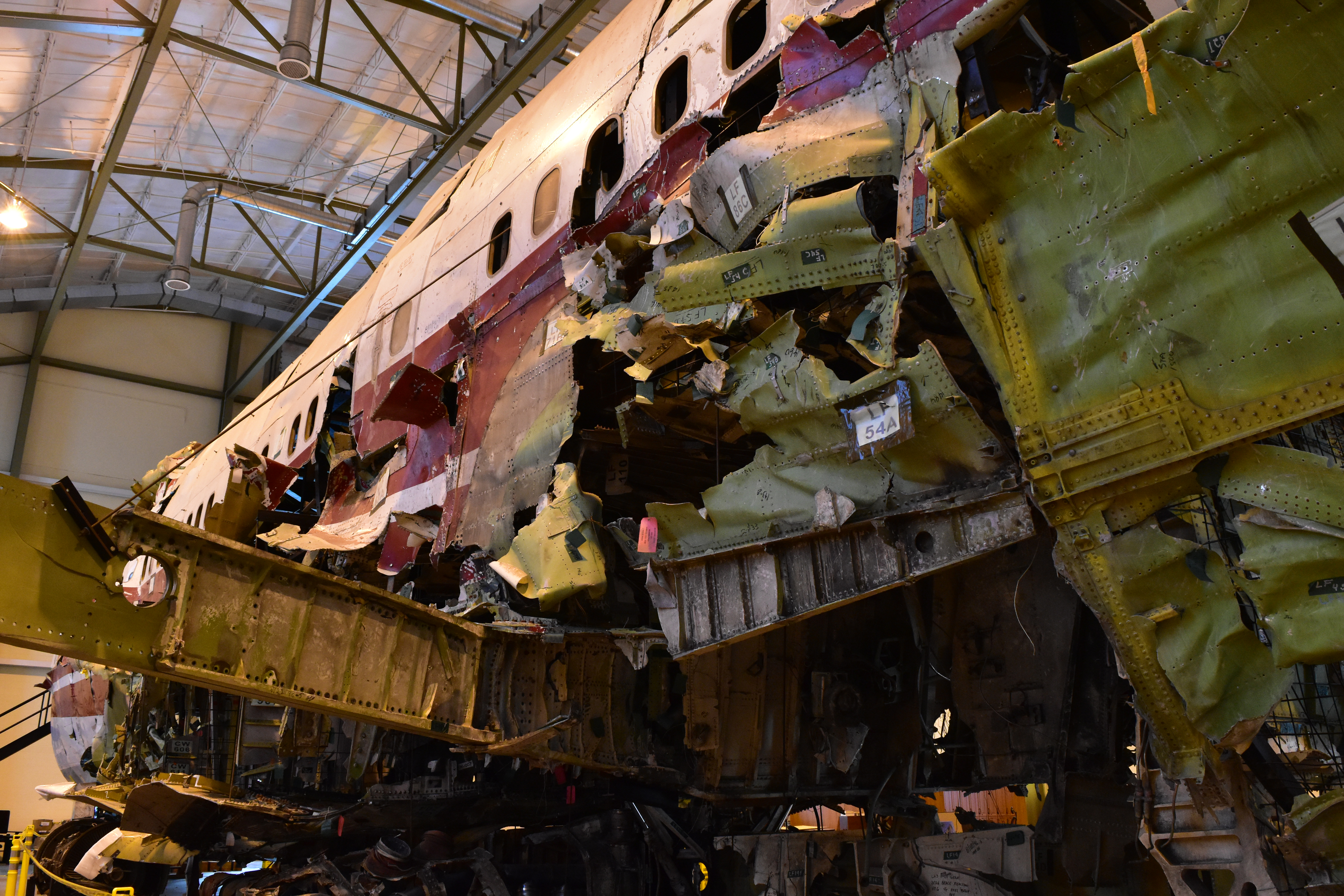
TW800便の残骸

1990年代に入ると湾岸戦争による燃料費の高騰や一時的な航空旅客の減少や、アメリカ国内外における格安航空会社の台頭などから慢性的な経営不振に陥り、1992年と1995年には相次いでチャプター11の申請を行ったものの、なんとか運航は継続していた。1992年の再建計画によればTWAの負債総額17億ドルのうち約10億ドルが減額されることになっていた。また、アイカーンは個人的損害が1億5000万～2億ドルであると記者会見で述べた。
破産申請こそ行ったものの、イメージ刷新を狙って1996年に新しい塗装を導入したほか、ボーイング777やボーイング717型機などの燃料効率の良い新型機の導入を進めた。
さらにセントルイスを新たな国際ハブとすべく、すでに就航していたセントルイス - パリ線に続いて、新たに導入したボーイング777によって1999年にセントルイス - 東京/成田線の就航を計画するなど、経営効率化とともに再び積極的な経営拡大を行うことで収益拡大を図った。

### 800便墜落事故
しかし、1996年7月17日に、ニューヨーク州のロングアイランド沖でパリ行き(正確には、シャルル・ドゴール国際空港経由ローマ行き)の800便のボーイング747型機が、燃料タンクの構造的欠陥がもとで爆発、空中分解して墜落し、230人の乗員・乗客全員が死亡する事故（トランス・ワールド航空800便墜落事故）が起きた。
この予想もしていなかった悲劇が起きたことで、セントルイスをハブ空港に新たに進んでいたトランス・ワールド航空の経営拡大路線は、この事故により中止を余儀なくされた。

### 消滅

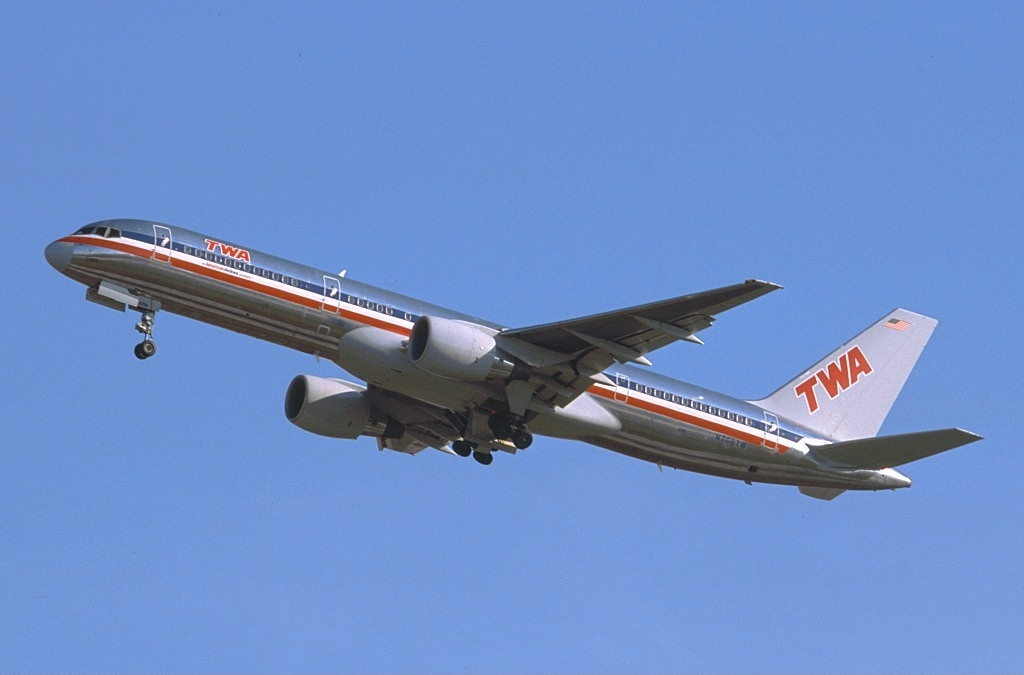
アメリカン航空の塗装になったボーイング757-231

その後、運航費用が高いボーイング747やロッキードL-1011、ボーイング727などの老朽機材の売却や、不採算路線の廃止や子会社の整理などの経営効率化を図ったものの、2001年にライバルの一つであるアメリカン航空に吸収合併されることが決まった。
吸収合併後もしばらくの間、多くの元トランス・ワールド航空の機材はそのままの塗装にアメリカン航空のロゴを入れたり、逆にアメリカン航空の銀色のペイントに「Trans World」のブランドロゴが入ったままで運航していたが、まもなくその様な機材も姿を消し、トランス・ワールド航空は完全に終焉を迎えた。
トランス・ワールド航空のIATAコードだったTWは現在、韓国の航空会社であるティーウェイ航空が使用している。

## 遺産

### ターミナル

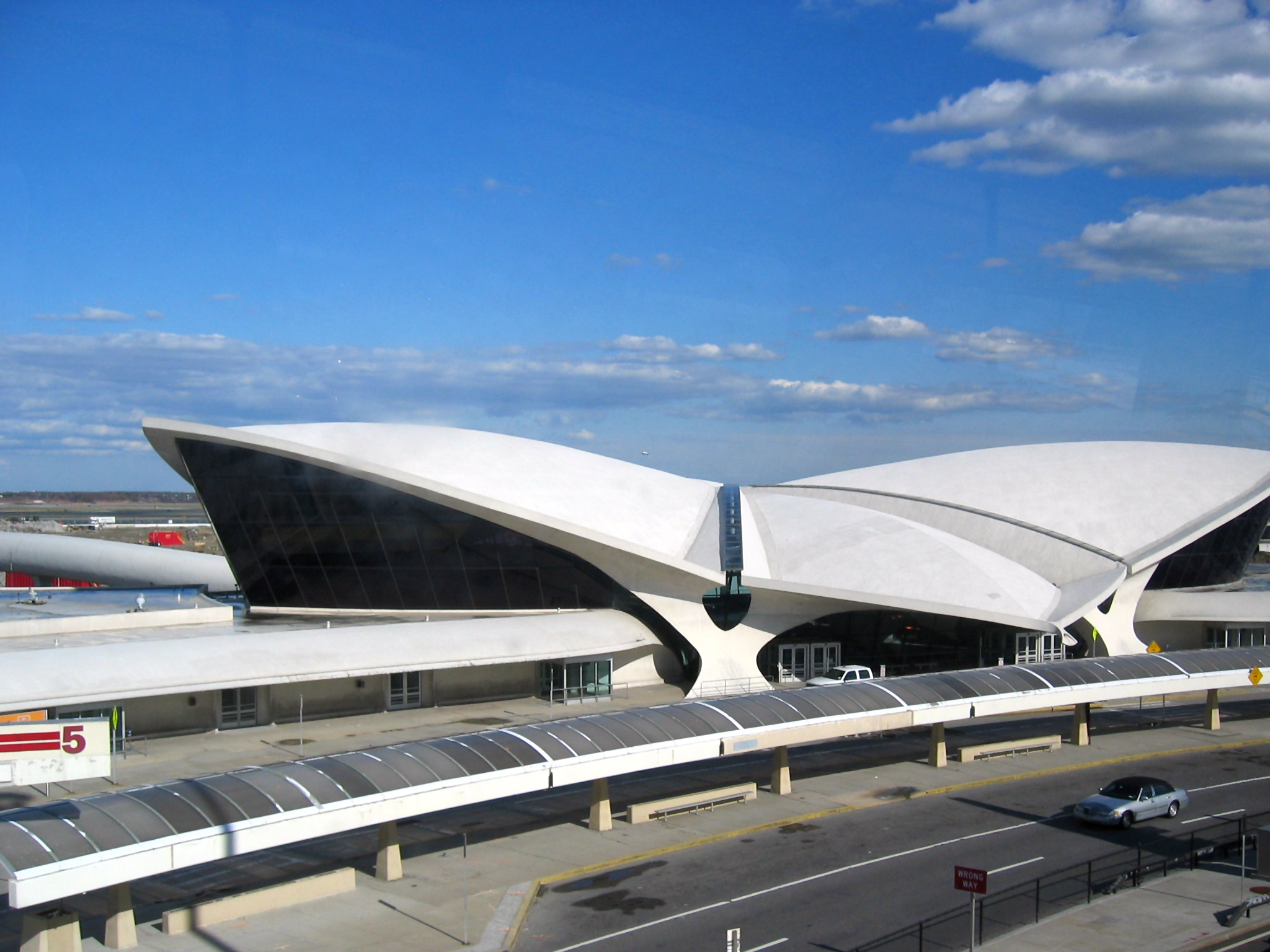
ジョン・F・ケネディ国際空港第5ターミナルだった「TWA Hotel」

その後アメリカン航空は、ウェブサイトの統合、各空港の施設のロゴの差し替え、ボーイング717型機のデルタ航空への売却を進めたほか、経営合理化の一環として既存の最大のハブ空港であるシカゴにほど近いセントルイス国際空港を自社のハブ空港から外すなど、トランス・ワールド航空の遺産は姿を消していった。
しかし、全盛期のトランス・ワールド航空がボーイング707などの大型ジェット機の就航に対応すべく、フィンランド生まれの建築家のエーロ・サーリネンに設計させたニューヨークのジョン・F・ケネディ国際空港のトランス・ワールド航空専用ターミナル（ターミナル5）は、そのデザインの美しさから現在に至るまで歴史的建造物として高い評価を受け続けている。
またこのターミナルは、そのデザインの美しさから「キャッチ・ミー・イフ・ユー・キャン」など多くのアメリカ映画に、1960年代という航空業界の黄金時代を代表するアイコンとして出演している。このターミナルはホテルとレストラン、プールへの改装工事が2016年12月に始まり、2019年に「TWA Hotel」の名称で開業した。

### コンステレーション
なお、ヒューズがTWAのために開発を進めさせたロッキード コンステレーションも、その美しいフォルムから「レシプロ大型旅客機の最高傑作」として現在も数機が保存され、イベントなどで飛行し人気となっている。また、2019年より先述した「TWA Hotel」において、コンステレーションシリーズの最終発展形であり、TWAも運航していたL-1649 スターライナーのうち1機が保存され、カクテルバーとして利用されている。

## 運航した機材（一部）

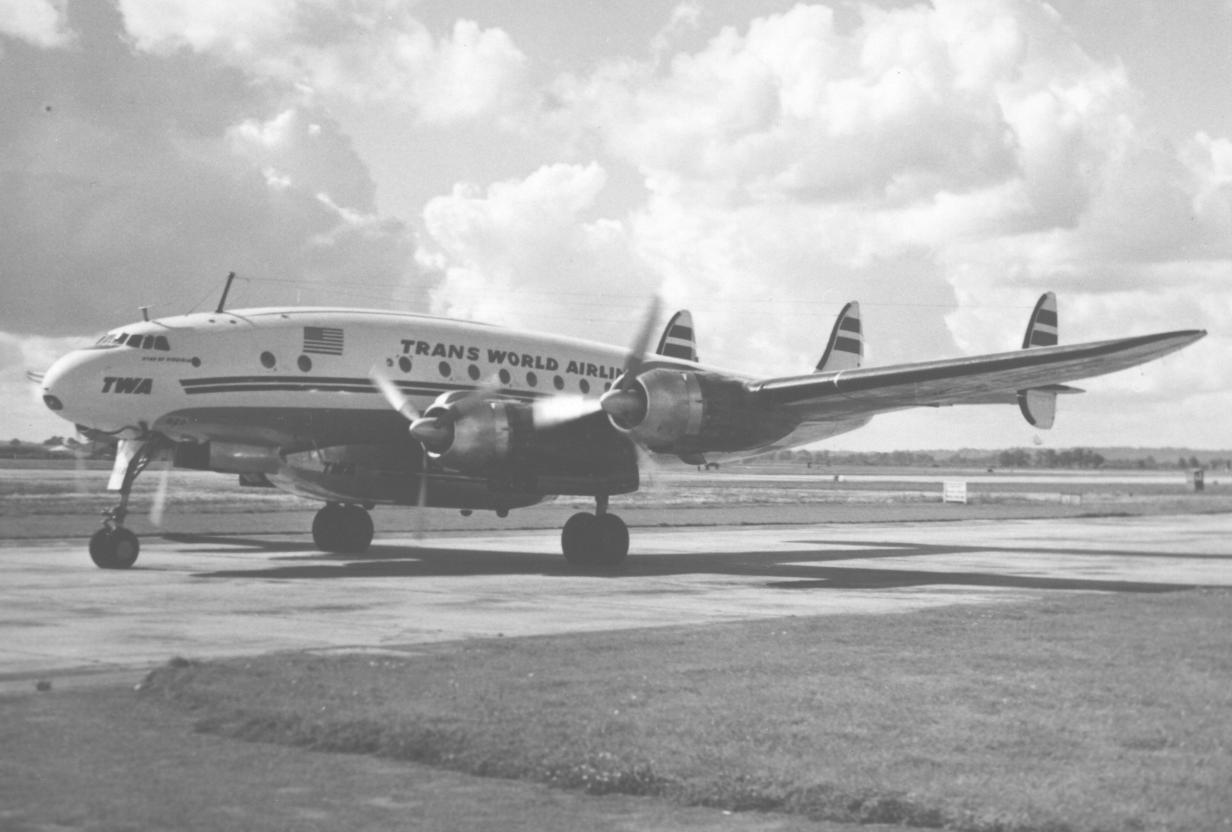
ロッキード L-749A コンステレーション

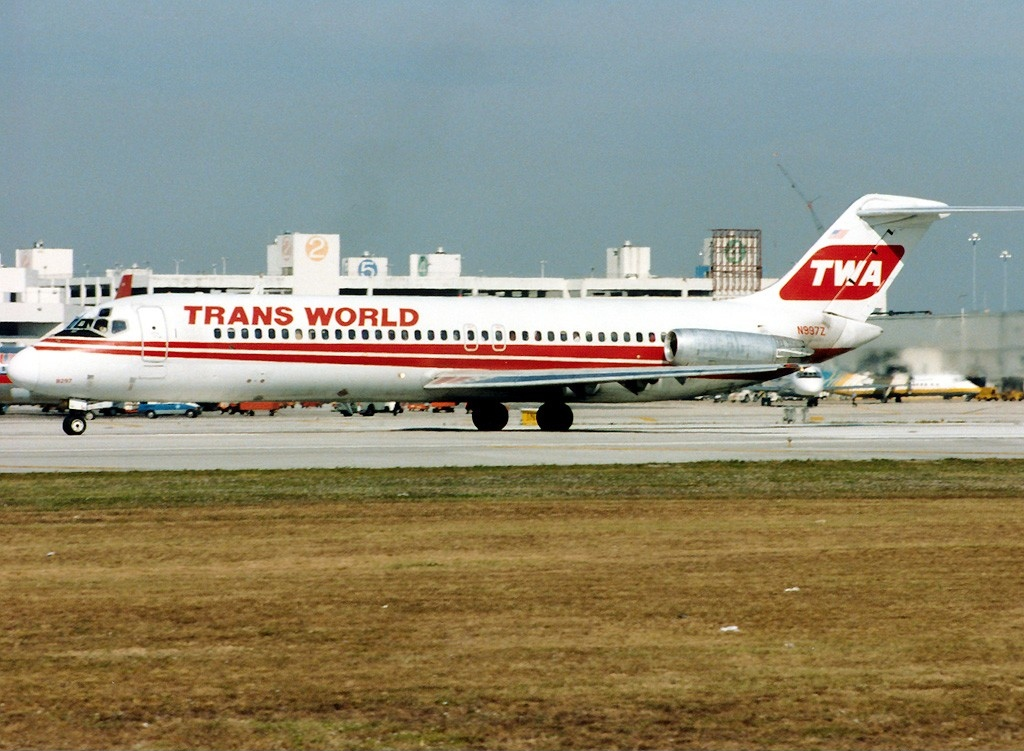
ダグラスDC-9

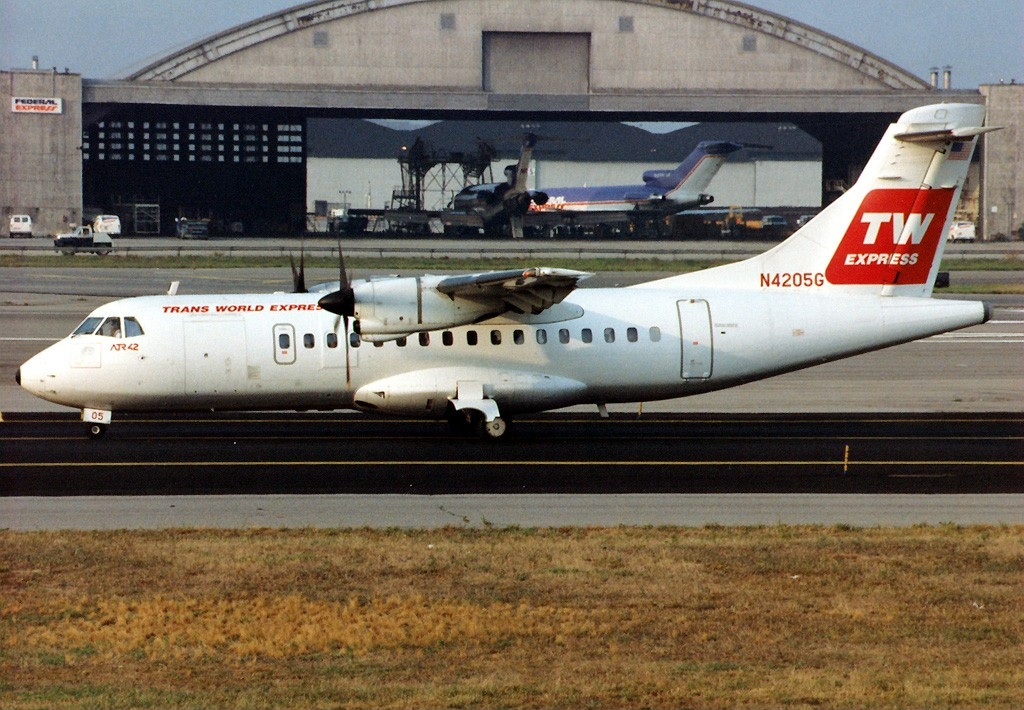
ATR42

### ダグラス
- ダグラス DC-1型機
- ダグラス DC-3型機
- ダグラスDC-9型機

### ロッキード
- ロッキード L-749A コンステレーション型機
- ロッキード L-1049 スーパーコンステレーション型機
- ロッキード L-1649 スターライナー型機
- ロッキード L-1011 トライスター型機

### ジェネラル・ダイナミクス
- コンベア880型機

### ボーイング
- ボーイング307型機
- ボーイング707型機
- ボーイング717型機
- ボーイング727型機
- ボーイング747型機
- ボーイング747-SP型機
- ボーイング757型機
- ボーイング767型機
- ボーイング777型機 （導入に至らず）

なお、トランス・ワールド航空が発注したボーイング社製航空機の顧客番号（カスタマーコード）は31で、航空機の形式名は747-131, 747SP-31, 767-231 などとなっていた。

## 主な就航先

### 国内

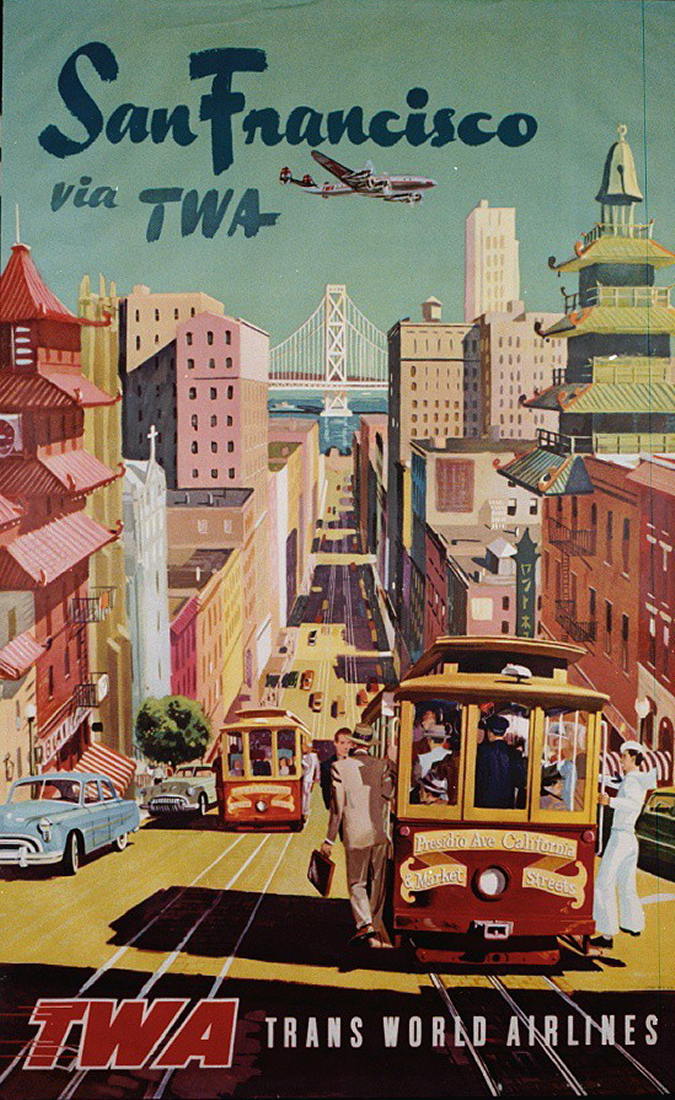
サンフランシスコのポスター

パリのポスター

- ニューヨーク
- セントルイス
- ワシントンD.C.
- シカゴ
- デトロイト
- ミルウォーキー
- アトランタ
- メンフィス
- スプリングフィールド
- マリオン
- マイアミ
- ダラス
- サンフランシスコ
- ロサンゼルス
- シアトル
- ホノルル
- グアム

### 海外
- パリ
- ロンドン
- マンチェスター
- ローマ
- チューリッヒ
- フランクフルト
- マドリッド
- アテネ
- 那覇
- 台北
- 香港
- ニューデリー
- カイロ
- 羽田空港

## 系列会社
- Trans World Express（TW Express）：1991年12月に、パンアメリカン航空の子会社のパンナム・エクスプレスを買収し、当初はニューヨークなどから自社機材で、その後はセントルイスなどのハブ空港からのフィーダー路線を、トランスステーツ航空などの委託先の機材で運航していた。アメリカン航空に吸収合併された後も、暫くはそのままの社名と塗装で運航されていた。

## 航空事故
- TWAは黄金期を築き上げた航空会社であるが、同時に多くの航空事故を起こすことになってしまった。以下、その一部を紹介する。

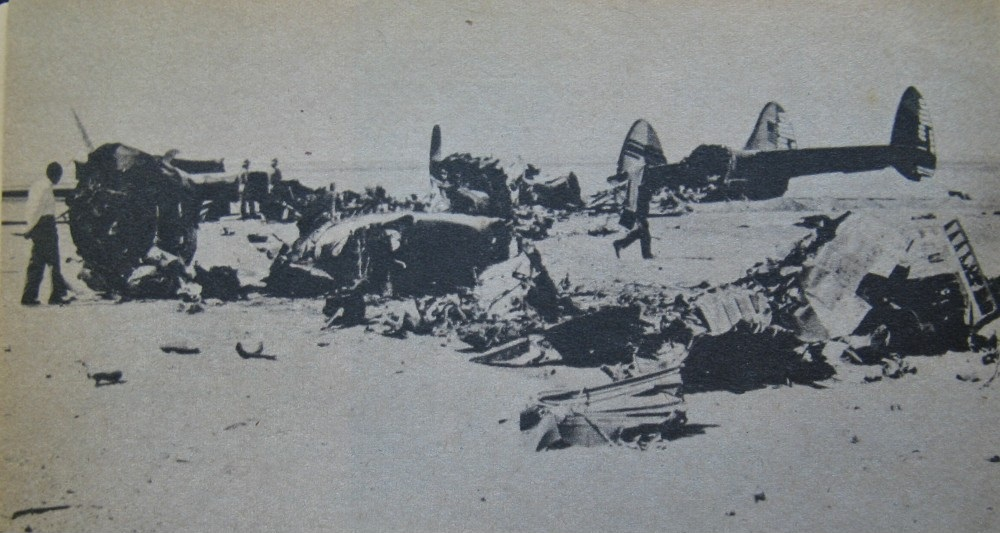
903便の残骸

| 日付 | 1950年 8月31日                                         | 便名                                                   | 903便 インド・ボンベイ→エジプト・カイロ→イタリア・ローマ→アメリカ・ニューヨーク |
| 機種 | ロッキード L-749 コンステレーション                    | 死者                                                   | 乗員乗客55人全員死亡。                                                          |
| 状況 | カイロ国際空港を離陸後、機体火災を起こして砂漠に墜落。 | カイロ国際空港を離陸後、機体火災を起こして砂漠に墜落。 | カイロ国際空港を離陸後、機体火災を起こして砂漠に墜落。                          |
| 原因 | 潤滑油の異常によりベアリングが破壊したため。           | 潤滑油の異常によりベアリングが破壊したため。           | 潤滑油の異常によりベアリングが破壊したため。                                    |
| 備考 |                                                        |                                                        |                                                                                 |

| 日付 | 1956年 6月30日 | 便名 | 002便 アメリカ・ロサンゼルス→カンザスシティ→ワシントンD.C                                                          |
| 機種 | ロッキード スーパーコンステレーション                                                                              | 死者 | 両機の乗員乗客128人全員死亡。                                                                                      |
| 状況 | グランドキャニオン上空でユナイテッド航空718便のDC-7機と空中衝突、両機とも墜落。（グランドキャニオン空中衝突事故）  | グランドキャニオン上空でユナイテッド航空718便のDC-7機と空中衝突、両機とも墜落。（グランドキャニオン空中衝突事故）  | グランドキャニオン上空でユナイテッド航空718便のDC-7機と空中衝突、両機とも墜落。（グランドキャニオン空中衝突事故）  |
| 原因 | 双方の旅客機操縦乗員の見張り不足や、当時は計器飛行をキャンセルしての航空路ショートカットが容認されていた事が原因。 | 双方の旅客機操縦乗員の見張り不足や、当時は計器飛行をキャンセルしての航空路ショートカットが容認されていた事が原因。 | 双方の旅客機操縦乗員の見張り不足や、当時は計器飛行をキャンセルしての航空路ショートカットが容認されていた事が原因。 |
| 備考 | 下記のように、ユナイテッド航空とは、1960年にも空中衝突事故を起こしている。                                         | 下記のように、ユナイテッド航空とは、1960年にも空中衝突事故を起こしている。                                         | 下記のように、ユナイテッド航空とは、1960年にも空中衝突事故を起こしている。                                         |

| 日付 | 1960年 12月16日 | 便名 | 266便 アメリカ・デイトナ→オハイオ州コロンバス→ニューヨーク                                                                                      |
| 機種 | ロッキード L-1049 スーパーコンステレーション | 死者 | 両機の乗員乗客128人全員死亡＋地上の6人も死亡 |
| 状況 | ニューヨーク市スタテンアイランドのミラー空軍基地上空でユナイテッド航空826便のDC-8機と空中衝突、両機とも墜落。（1960年ニューヨーク空中衝突事故） | ニューヨーク市スタテンアイランドのミラー空軍基地上空でユナイテッド航空826便のDC-8機と空中衝突、両機とも墜落。（1960年ニューヨーク空中衝突事故） | ニューヨーク市スタテンアイランドのミラー空軍基地上空でユナイテッド航空826便のDC-8機と空中衝突、両機とも墜落。（1960年ニューヨーク空中衝突事故） |
| 原因 | ユナイテッド航空のパイロットが計器表示を誤解し予定航路を約15km逸脱したため。TWAに責任はなかった。                                               | ユナイテッド航空のパイロットが計器表示を誤解し予定航路を約15km逸脱したため。TWAに責任はなかった。                                               | ユナイテッド航空のパイロットが計器表示を誤解し予定航路を約15km逸脱したため。TWAに責任はなかった。                                               |
| 備考 | この事故は当時世界最悪の航空事故であった。 | この事故は当時世界最悪の航空事故であった。 | この事故は当時世界最悪の航空事故であった。 |

| 日付 | 1974年 9月8日                                                                           | 便名                                                                                    | 841便 イスラエル・テルアビブ→ギリシャ・アテネ→イタリア・ローマ→アメリカ・ニューヨーク   |
| 機種 | ボーイング707                                                                           | 死者                                                                                    | 乗員乗客88名全員死亡。                                                                  |
| 状況 | イオニア海上空を飛行中に救難信号なしに突如墜落。（トランス・ワールド航空841便爆破事件） | イオニア海上空を飛行中に救難信号なしに突如墜落。（トランス・ワールド航空841便爆破事件） | イオニア海上空を飛行中に救難信号なしに突如墜落。（トランス・ワールド航空841便爆破事件） |
| 原因 | 爆弾テロにより操縦不能になったため。                                                    | 爆弾テロにより操縦不能になったため。                                                    | 爆弾テロにより操縦不能になったため。                                                    |
| 備考 | ベイルートのパレスチナ解放機構が犯行声明を出している。                                  | ベイルートのパレスチナ解放機構が犯行声明を出している。                                  | ベイルートのパレスチナ解放機構が犯行声明を出している。                                  |

| 日付 | 1996年 7月17日 | 便名 | 800便 アメリカ・ニューヨーク→フランス・パリ |
| 機種 | ボーイング747-100 | 死者 | 乗員乗客230名全員死亡。 |
| 状況 | ジョン・F・ケネディ国際空港を離陸した12分後、突然空中爆発しニューヨーク州ロングアイランド沖の大西洋に墜落。（トランス・ワールド航空800便墜落事故）                                                                         | ジョン・F・ケネディ国際空港を離陸した12分後、突然空中爆発しニューヨーク州ロングアイランド沖の大西洋に墜落。（トランス・ワールド航空800便墜落事故）                                                                         | ジョン・F・ケネディ国際空港を離陸した12分後、突然空中爆発しニューヨーク州ロングアイランド沖の大西洋に墜落。（トランス・ワールド航空800便墜落事故）                                                                         |
| 原因 | 配線ショートによる火花が燃料タンク内で気化していたガスに引火したため。 | 配線ショートによる火花が燃料タンク内で気化していたガスに引火したため。 | 配線ショートによる火花が燃料タンク内で気化していたガスに引火したため。 |
| 備考 | 事故後TWAの副社長は会社への被害を最小限にする為に「TWAに責任はないはずだ」と責任逃れをしようとしたが経営の悪化は止まらず、TWA消滅への直接的な決定打となり上記の通り、TWAは2001年にアメリカン航空に吸収合併されてしまった。 | 事故後TWAの副社長は会社への被害を最小限にする為に「TWAに責任はないはずだ」と責任逃れをしようとしたが経営の悪化は止まらず、TWA消滅への直接的な決定打となり上記の通り、TWAは2001年にアメリカン航空に吸収合併されてしまった。 | 事故後TWAの副社長は会社への被害を最小限にする為に「TWAに責任はないはずだ」と責任逃れをしようとしたが経営の悪化は止まらず、TWA消滅への直接的な決定打となり上記の通り、TWAは2001年にアメリカン航空に吸収合併されてしまった。 |